# جاي تي باك
جاي تي باك (بالإنجليزية: J. T. Buck)‏ هو مدير موسيقي وملحن أمريكي، ولد في 6 يونيو 1978 في آكرون في الولايات المتحدة.